# Thuragimpel
Der Thuragimpel (Carpodacus thura) oder Weißbrauengimpel ist ein Singvogel aus der Familie der Finken. Die ostpaläartkische Art kommt vom nördlichen Afghanistan bis in den Norden Indiens und von Tibet bis ins westliche und nördliche China vor. Sie bewohnt Waldränder, alpine Wiesen sowie zwergwüchsige Rhododendron-, Bambus- und Wacholdergehölze.
Das Artepitheton ehrt Thora Maria Nilsson (1826–1914), die Tochter des schwedischen Zoologen Sven Nilsson.

## Beschreibung

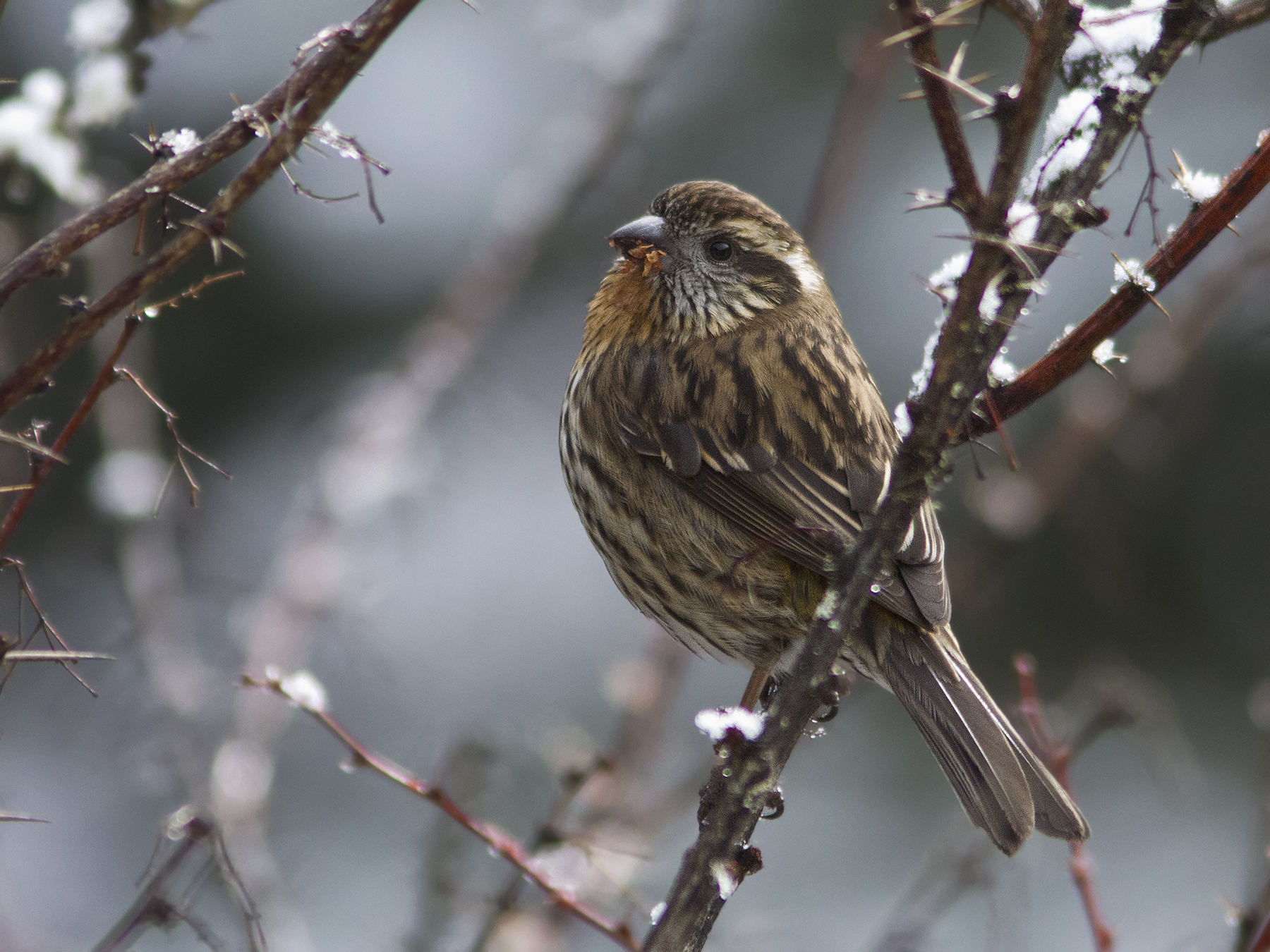
Weiblicher Thuragimpel

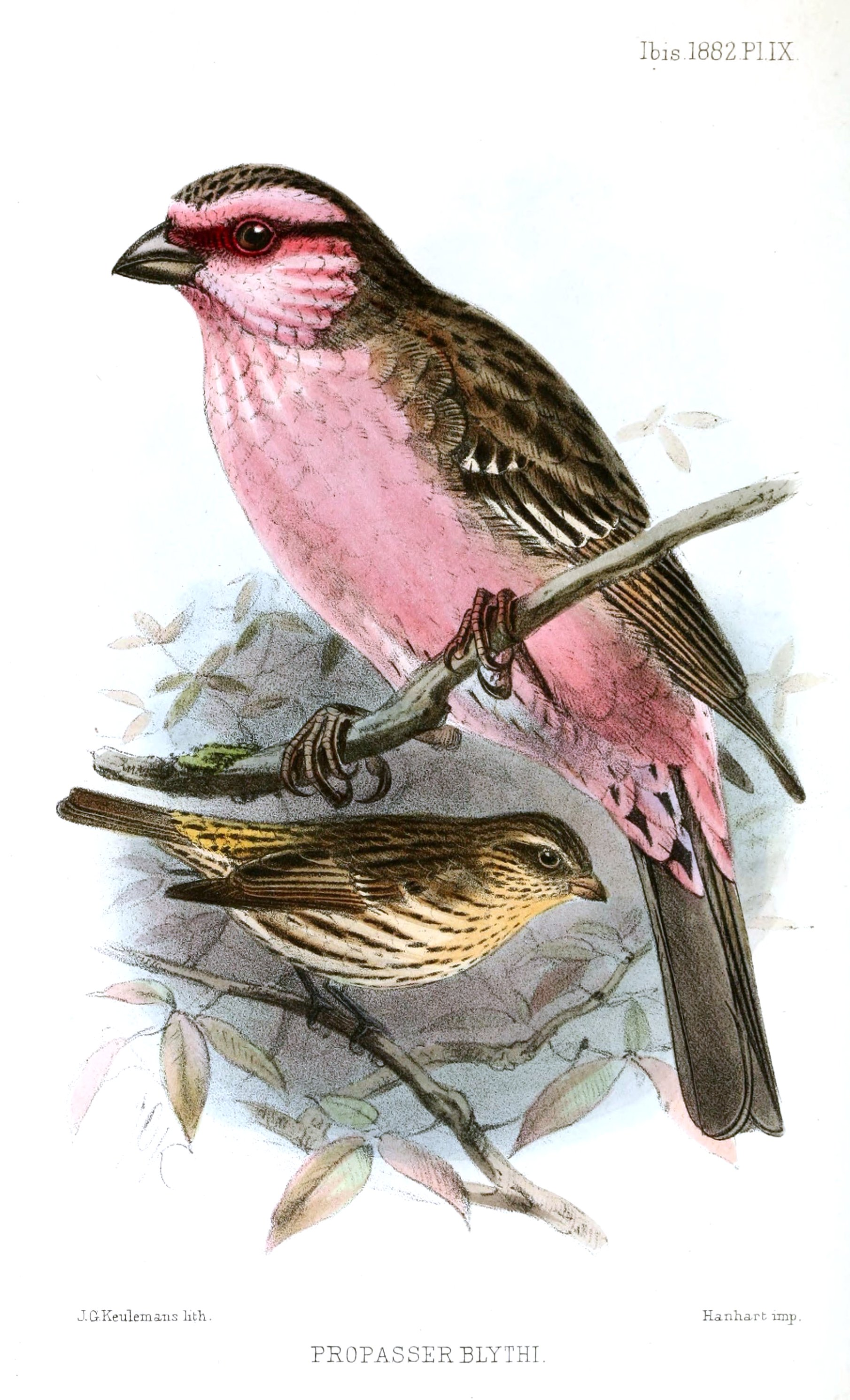
Carpodacus thura blythi, illustriert von John Gerrard Keulemans

### Aussehen
Der Thuragimpel ist mit 17 cm Körperlänge etwa so groß wie ein Kernbeißer. Die recht zutrauliche Art ist in allen Kleidern gut von anderen Karmingimpelarten zu unterscheiden. Der kräftige, 14 mm lange Schnabel ist hornfarben braun, die Füße fleischig grau bis dunkel braun. Die Flügellänge liegt beim Männchen zwischen 81 und 87 mm, beim Weibchen zwischen 80 und 83 mm. Die Schwanzlänge des Männchens beträgt 75 mm, die des Weibchens 65 mm.
Wie bei allen Karmingimpeln unterscheiden sich die Geschlechter deutlich in der Gefiederfärbung. Beim Männchen sind Scheitel, Nacken und Halsseiten warm braun mit einer dunklen Streifung. Stirn, Zügel und Kehle zeigen ein kräftiges Dunkelrosa, das in dem breiten Überaugenstreif in helleres Rosa übergeht. Letzterer zeigt am oberen Rand mehr oder weniger deutlich weiße Spitzen  („Weißbrauengimpel“), die nach hinten mehr werden und den Überaugenstreif an den Halsseiten oft als deutlich abgesetztes, weißes Feld beenden. Der dunkelbraune Augenstreif ist meist recht breit und begrenzt die rosa Partie aus unteren Ohrdecken, Wangen und Bartstreif, die zur Brust hin zunehmend mit weißen oder hellrosa Spitzen durchsetzt ist. Die untere Kehle, Brust und Brauch sind einfarbig rosa, manchmal zeigen sich auf der Brust feine weiße Spitzen. Die Flanken sind bräunlich überhaucht und schwach dunkel gestrichelt, die Unterschwanzdecken weiß bis rosaweiß mit dunklen Schaftstreifen. Rücken und Schulterfedern zeigen ein warmes Braun wie Scheitel und Nacken und sind grob dunkel gestrichelt. Der Bürzel und die Oberschwanzdecken sind rosa mit dunkleren Federzentren auf den längsten Oberschwanzdecken. Der leicht gegabelte Schwanz ist schwarz mit braunen Federsäumen. Die mittleren Armdecken sind dunkelbraun mit blassen oder weißrosa Spitzen, die großen Armdecken schwärzlich mit braunen Säumen und beigen Spitzen. Fittich, Handdecken und Schwingen sind schwarzbraun mit blassrosa Säumen. Auf den Armschwingen sind die Säume blasser und auf den Schirmfedern blass beige.
Beim Weibchen sind Oberkopf, Nacken, Rücken und Schulterfedern braun mit dunklen Streifen. Der bogenförmige Überaugenstreif ist beige mit einer dunklen Strichelung. Der Augenstreif, der bis zu den Halsseiten reicht, ist dunkelbraun. Das übrige Gesicht ist beige mit einer dunklen Streifung, die zu den Ohrdecken und Wangen hin kräftiger wird. Kinn, Kehle und vordere Brust sind warm gelbbraun – ein Merkmal, dass das Weibchen dieser Art von anderen Karmingimpeln gut unterscheidbar macht, aber nicht bei allen Unterarten ausgeprägt ist. Untere Brust und Bauch sind beige bis weißlich, die Unterschwanzdecken sind gelblich weiß. Die Flanken sind bräunlich getönt und die gesamte mehr oder weniger grobe Unterseite dunkel gestreift. Die Armdecken sind schwarzbraun mit braunen Säumen und warm beigen Spitzen, die ein doppeltes Flügelband bilden. Die übrigen Flügelfedern sind ebenfalls schwarzbraun mit feinen braunen Säumen, die zu den Schirmfedern hin heller bis hin zu beige werden. Der Bürzel ist blassgelb oder warm gelbbraun mit dunklen Federzentren. Die Oberschwanzdecken sind dunkelbraun und goldgelb nuanciert. Der Schwanz ist schwarz mit feinen braunen Säumen.
Das Jugendkleid ähnelt dem des Weibchens. Im ersten Jahr zeigen die Männchen einen warmbeigen bis rötlichbraunen Bürzel. Die Spitzen der großen Armdecken sind blassbraun. Kinn, Kehle, und Brust sind intensiver rötlichbraun als beim Weibchen, manchmal sogar orangebraun. Junge Männchen pflanzen sich oft schon in diesem Kleid erfolgreich fort.

### Stimme
Als Rufe werden ein scharfes, summendes diep-diep diep-di-di-di oder ein meckerndes wieh-wi-wi-wi-wi-wi-wi sowie ein lautes und schnell pfeifendes papapipipipi, hauptsächlich vom Boden aus geäußert. Die Unterart C. t. blythi ruft laut und pfeifend gereiht ein pwit-pwit, das an den europäischen Kleiber erinnert, und äußert als Kontaktruf beim Füttern ein weiches wid-wid. Der selten zu hörende Gesang ist ein hänflingsähnliches Gezwitscher, das meist aus den Baumwipfeln heraus vorgetragen wird.

## Verbreitung und geografische Variation
Der Thuragimpel besiedelt ein Gebiet das vom nordöstlichen Afghanistan durch Nordindien und den Himalaya bis ins westliche und nördliche China reicht. Die fünf Unterarten unterscheiden sich vor allem in der farblichen Intensität der braunen und rosa Partien und geringfügig in der Größe. Bei den Weibchen ist die bräunliche Färbung der Kehle nur bei der Nominatform und bei C. t. blythi ausgeprägt, bei den anderen Unterarten kann sie fehlen.
- C. t. thura Bonaparte & Schlegel, 1850 – mittlerer Himalaya vom westlichen Nepal bis nach Bhutan und nordwärts bis ins südliche Tibet.
- C. t. blythi (Biddulph, 1882) – nordöstliches Afghanistan, Pakistan, Kaschmir und westlicher Himalaya bis Uttar Pradesh
- C. t. femininus Rippon, 1906 – südöstliches Tibet, östliches Assam und nördliches Arunachal Pradesh bis ins westliche Sichuan und das nördliche Yunnan
- C. t. dubius Przewalski, 1876 – östliches Tibet, nördliches Sichuan und östliches Qinghai ostwärts bis ins östliche Gānsù und nach Ningxia
- C. t. deserticolor Stegmann, 1931 – nordöstliches Qinghai

Die Art ist relativ häufig oder lokal häufig und laut IUCN im Bestand nicht bedroht.

## Lebensweise
In der Brutzeit lebt der Thuragimpel im afghanisch-pakistanischen Grenzgebiet in Höhen zwischen 2400 und 3330 m, im Himalaya und dem westlichen China zwischen 3800 und 4600 m über dem Meer. Im Winter verstreichen viele Vögel in tiefere Lagen, jedoch meist nicht tiefer als 2400 m. Viele bleiben auch in harten Wintern in den gleichen Höhen wie zur Brutzeit. Die Unterart C. t. femininus überwintert möglicherweise im nördlichen Myanmar, diese Angabe ist aber nicht gesichert.
Die Brutbiotope sind offene Wälder, Waldränder, alpine Wiesen sowie Bestände aus zwergwüchsigem Rhododendron, Bambus oder Wacholder oberhalb der Baumgrenze. Im Winter findet man die Art an strauchbestandenen Hängen, bevorzugt werden Berberitzen.
Man trifft den Thuragimpel paarweise oder in kleinen, losen Verbänden von bis zu 20 Individuen. Manchmal vergesellschaftet er sich mit anderen Karmingimpelarten, insbesondere mit dem Edwardsgimpel, oder mit Wacholderkernbeißern. Im Winter formieren sich auch oft eingeschlechtige Trupps.
Die Nahrung sammelt der Thuragimpel vor allem auf dem Boden, wo er hauptsächlich kleine Sämereien, aber auch Beeren wie Brombeeren, Himbeeren oder Wacholderbeeren zu sich nimmt.